# ستيفن أوليفر (باحث)
ستيفن أوليفر (بالإنجليزية: Stephen Oliver)‏ هو باحث بريطاني، ولد في 3 نوفمبر 1949.